# کسرتاش (گرگر)
کسرتاش (به ترکی استانبولی: Kesertaş) (به کردی: Perso) یک منطقهٔ مسکونی کردنشین در ترکیه است که در گرگر، آدیامان واقع شده‌است.